# 麻拉邦鄂机场
麻拉邦鄂机场是印度尼西亚占碑省麻拉邦鄂县的一座机场，于2012年11月25日投入使用。
直到2014年时，由于机场跑道只有1,350米长，仅航星航空一家航司开通了麻拉邦鄂的航班，每周三个班次。2014年末，机场跑道增长到1,500米。
2016年，机场跑道延长至1,800米，随后三佛齐航空的子公司楠航空开通了雅加达飞往麻拉邦鄂的航班，每周四个班次，使用机型为波音737-500。随后三佛齐航空加密航线，每周四班增加至每天一班。

## 航空公司和目的地
| 航空公司 | 目的地         |
| -------- | -------------- |
| 楠航空   | 雅加达-苏哈    |
| 飞翼航空 | 占碑、双溪珀努 |